# Providence, Utah
Providence är en ort i Cache County i delstaten Utah, USA.